# Catapulta cuántica
La catapulta cuántica es una megaestructura hipotética propuesta en el ámbito de la ingeniería espacial avanzada. Se teoriza como un medio para transportar objetos o naves a velocidades de tipo "Superlumínico" mediante mecanismos de colapso y reconfiguración cuántica, o utilizando distorsiones del espacio-tiempo. A diferencia de los Agujeros de gusano o los motores warp (también conocido como "Curvatura"), la catapulta funcionaría como una plataforma de lanzamiento cuántico localizada en un punto fijo del espacio, capaz de proyectar masa a distancias interestelares sin desplazamiento intermedio.

## Descripción técnica
La catapulta funcionaría como un acelerador masivo que, mediante una combinación de manipulación cuántica, energía gravitacional y quizás campos exóticos (como la energía negativa o "Antimateria"), impulsaría una o varias naves fuera del marco convencional del espacio tridimensional. El proceso podría implicar:
- La compresión cuántica de una nave hasta una forma energética compactada.
- Su proyección mediante un vórtice controlado de espacio-tiempo (similar a un túnel de Einstein-Rosen artificial).
- La recomposición de la nave en el destino deseado.

Algunos modelos teóricos especulan que la fuente energética ideal para operar una catapulta cuántica sería una estrella de neutrones o un Púlsar, dada su estabilidad gravitacional extrema y su capacidad de producir energías masivas a través de procesos relativistas.

## Viabilidad científica
Actualmente, la construcción de una Catapulta Cuántica se encuentra fuera del alcance de la tecnología humana. Las principales barreras incluyen:
- El control preciso de la materia en escala cuántica.
- La generación de energía a niveles comparables con una estrella.
- La inexistencia comprobada de geometrías espaciales que permitan “lanzamientos” sin distorsionar o destruir la materia en tránsito.

No obstante, la Catapulta Cuántica es objeto de análisis dentro de la especulación científica, en campos como la física de partículas, la teoría de cuerdas y la cosmología cuántica.

## Posibles aplicaciones
Si se lograse construir una Catapulta Cuántica funcional, sus aplicaciones revolucionarían la exploración y colonización espacial:
- Transporte interestelar sin necesidad de naves con motores autónomos.
- Respuesta militar inmediata a nivel galáctico.
- Evacuación masiva ante catástrofes cósmicas.
- Conexión efectiva entre colonias a distancias de miles de años luz.

## Inspiración y teorización
El concepto de la Catapulta Cuántica fue popularizado por el videojuego de estrategia espacial Stellaris desarrollado por Paradox Development Studio. Introducida en la expansión Overlord (2022), esta megaestructura permite lanzar flotas a través de la galaxia utilizando la energía de algún Púlsar o estrellas de neutrones. Aunque no se basa directamente en teorías científicas existentes, la idea toma inspiración de conceptos de la física cuántica y la manipulación del espacio-tiempo.

## En la cultura popular
En Stellaris, la Catapulta Cuántica es una megaestructura que puede construirse alrededor de un púlsar o estrella de neutrones. Permite el transporte de flotas militares a puntos lejanos sin el uso de rutas hiperespaciales, aunque con una precisión limitada. Esta mecánica introduce nuevas estrategias de juego y ha sido objeto de discusión en la comunidad de jugadores.